# Henryk Białek
Henryk Białek (ur. 9 marca 1935 w Konarzewie (woj. łódzkie), zm. 9 października 2023) – polski prawnik i filatelista, prezes Zarządu Głównego Polskiego Związku Filatelistów w latach 1977-1994.

## Praca zawodowa
Ukończył prawo na Uniwersytecie Łódzkim, gdzie następnie pracował jako nauczyciel akademicki.

## Filatelistyka
W 1961 wstąpił do Polskiego Związku Filatelistów (Koło Miejskie w Łodzi). Pełnił tam funkcję sekretarza Okręgowego Sądu Koleżeńskiego (1966-1969). W kolejnych latach był prezesem Zarządu Okręgu Łódzkiego Polskiego Związku Filatelistów (1969-1973) oraz prezesem Zarządu Głównego Polskiego Związku Filatelistów (1977-1994). W tym okresie zrealizował wiele ważnych dla rozwoju polskiej filatelistyki inicjatyw, m.in.: powołanie komisji problemowych w strukturach Polskiego Związku Filatelistów, modyfikacja Komisji Ekspertów i Zwalczania Fałszerstw, ustanowienie trzystopniowej odznaki „Za Zasługi dla Polskiej Filatelistyki”, powołanie Polskiej Akademii Filatelistyki (1992), organizacja Światowej Wystawy Filatelistycznej w Poznaniu (1993), oraz ustanowienie uprawnień rzeczoznawcy do wyceny zbiorów filatelistycznych. Jako filatelista był aktywny na forum międzynarodowym jako polski reprezentant na Kongresach FIP i współorganizator Federacji Europejskiej Związków Filatelistycznych (FEPA).

## Publikacje
Był autorem i współautorem ponad 500 publikacji poświęconych problemom filatelistycznym i organizacyjnym funkcjonowania Polskiego Związku Filatelistów. Inicjował emisję znaczków pocztowych promujących działalność Polskiego Związku Filatelistów.

## Odznaczenia i tytuły honorowe[1]
- Medal „Za Zasługi dla Rozwoju Publikacji Filatelistycznych (trzykrotnie: 1982, 1992, 2000)
- Złota Odznaka PZF
- Złota odznaka „Za Zasługi dla Polskiej Filatelistyki” (1987)
- Medal Komisji Edukacji Narodowej
- Odznaka „Zasłużony Działacz Kultury”
- Odznaka „Zasłużony Pracownik Łączności”
- Statuetka „Prymus” Polskiej Kapituły Filatelistycznej (2000)

Został wyróżniony tytułem „Zasłużony dla Okręgu PZF” w: Bydgoszczy, Katowicach, Koszalinie, Krakowie, Łodzi i Toruniu oraz tytułem Honorowego Prezesa Łódzkiego Okręgu PZF. Po ustąpieniu z funkcji Prezesa Zarządu Głównego PZF (1994) pełnił funkcję Honorowego Prezesa PZF.

## Pochówek
Został pochowany na Cmentarzu Komunalnym Południowym.